# جامعة مدينة فيينا للموسيقى والفنون
جامعة مدينة فيينا للموسيقى والفنون (Musik und Kunst Privatuniversität der Stadt Wien (MUK)) في فيينا، النمسا، هي جامعة للموسيقى والفنون. كان اسمه سابقًا (2005-2015) Konservatorium Wien Privatuniversität (KONSuni, Konservatorium Wien University), وقبل ذلك Konservatorium Wien (معهد فيينا). تأسست في عام 1938 باسم Musikschule der Stadt Wien . حصلت المدرسة على المركز الجامعي في 15 حزيران 2005, كمؤسسة خاصة.

## الأساتذة
- ليندا واتسون (سوبرانو) [مواليد 1960), سوبرانو درامي أمريكي

## السكان الأصليين البارزين
- وين يي جين، قائد تايواني

## روابط خارجية
- الموقع الرسمي